# Monte Pentelico
Il monte Penteli o monte Pentelico (in greco Πεντέλη?) è un monte della Grecia, alto circa 1100 m, situato a nord-est di Atene e a sud-ovest di Maratona. 

## Descrizione
La montagna è coperta in gran parte da foreste (circa il 60 o 70%), e può essere vista da Atene, dalla pianura Pedia e dal monte Parnete. La montagna è circondata dall'abitato, soprattutto di Vrilissia, Penteli, Ekali, Dionyssos e, a nord, di Gerakas.
Fin dall'antichità, la cava presente presso la cittadina di Pentele è stata famosa per il suo marmo, che è stato utilizzato per la costruzione dell'Acropoli e di altri edifici dell'antica Atene. Il marmo pentelico è di un bianco impeccabile con una uniforme, debole colorazione gialla, che lo fa brillare di un colore dorato sotto la luce solare. L'antica cava è protetta dalla legge e utilizzata esclusivamente per ottenere il materiale per l'Acropolis Restoration Project. La strada utilizzata per trasportare i blocchi di marmo dalla cava all'acropoli nell'antichità è una discesa continua, e segue la naturale pendenza del terreno. Anche lo stadio Panathinaiko venne restaurato nel 1870 con questo tipo di marmo.
La ricerca e la documentazione sono curati dall'architetto capo dei restauri nell'Acropoli il professor Manolis Korres, nel suo libro Dal Pentelico al partenone. 
Un monastero si trova sulla montagna, a nord-est del centro della città. 
È possibile che l'etimologia della parola sia dovuta anche alle parole penta (cinque) lucos (lupi).